# Luculias
En la Roma Antigua, las Luculias eran unos juegos en honor de Lucio Licinio Lúculo, vencedor de Mitrídates, que se celebraban en muchas ciudades de Asias.
Plutarco menciona la fundación de estas fiestas, en general, y Apiano señala en particular la luculia de Cícico destinada a conmemorar el hecho de que Lúculo había hecho levantar el sitio de esta ciudad, puesto por Mitrídates. Esta fiesta se celebraba todavía en tiempos de Plutarco.